# Джиммі Снука
Джеймс Вільям Рейхер(англ. James William Reiher, 18 травня 1943 — 15 січня 2017) — американський професійний реслер, актор відомий під ім'ям Джиммі «Суперфлай» Снука. Снука перший чемпіон ECW. У 1996 році був включений в Зал слави WWE.
Найбільшу популярність здобув, виступаючи в WWF.